# هاروود، دیل
هاروود (به انگلیسی: Harwood Dale) یک روستا و محله مدنی در بریتانیا است که در Borough of Scarborough واقع شده‌است. هاروود ۱۳۴ نفر جمعیت دارد.